# Montmaur-en-Diois
Montmaur-en-Diois is een gemeente in het Franse departement Drôme (regio Auvergne-Rhône-Alpes) en telt 79 inwoners (2009). De plaats maakt deel uit van het arrondissement Die.

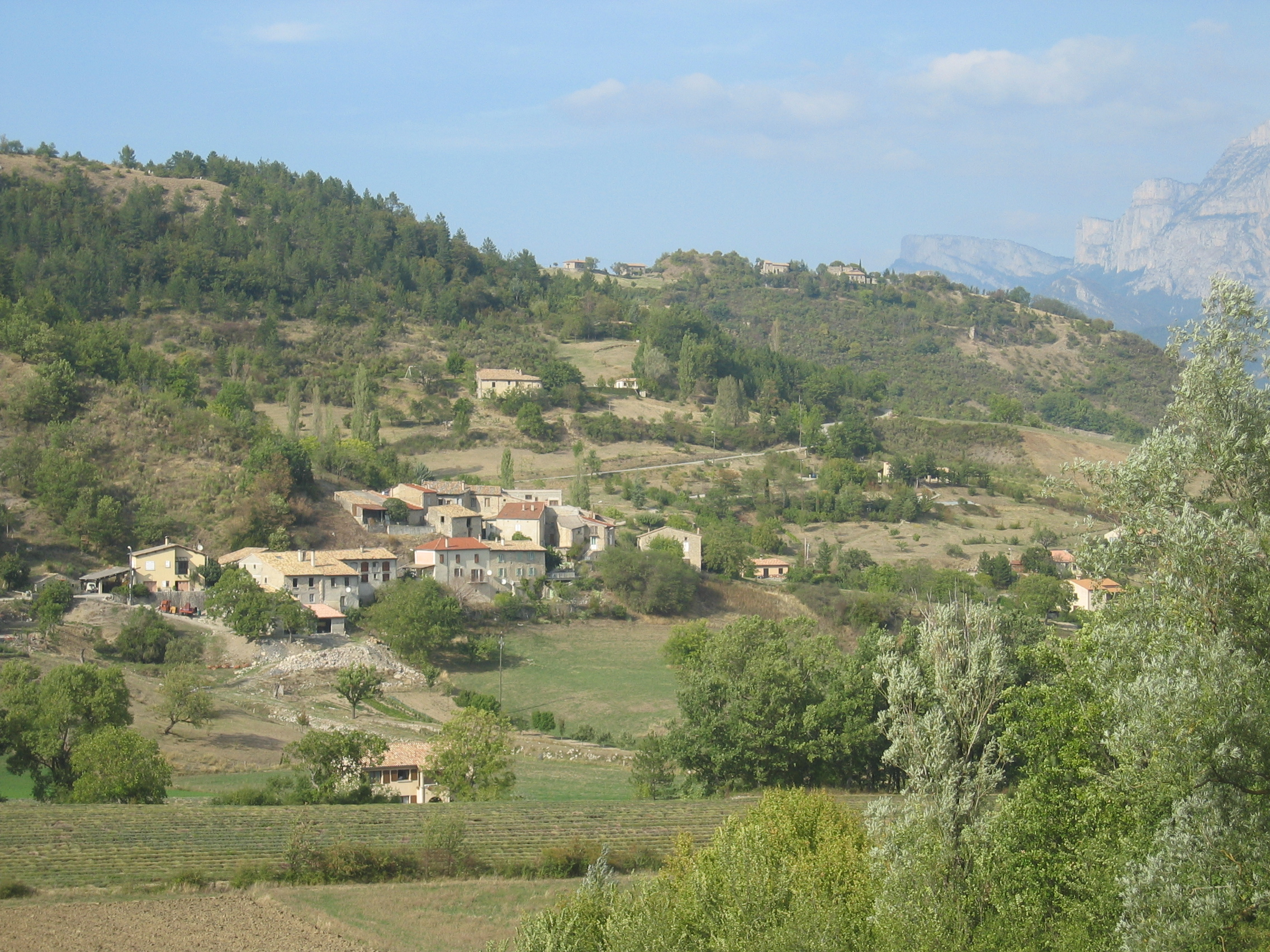

## Geografie
De oppervlakte van Montmaur-en-Diois bedraagt 13,2 km², de bevolkingsdichtheid is dus 6,0 inwoners per km².

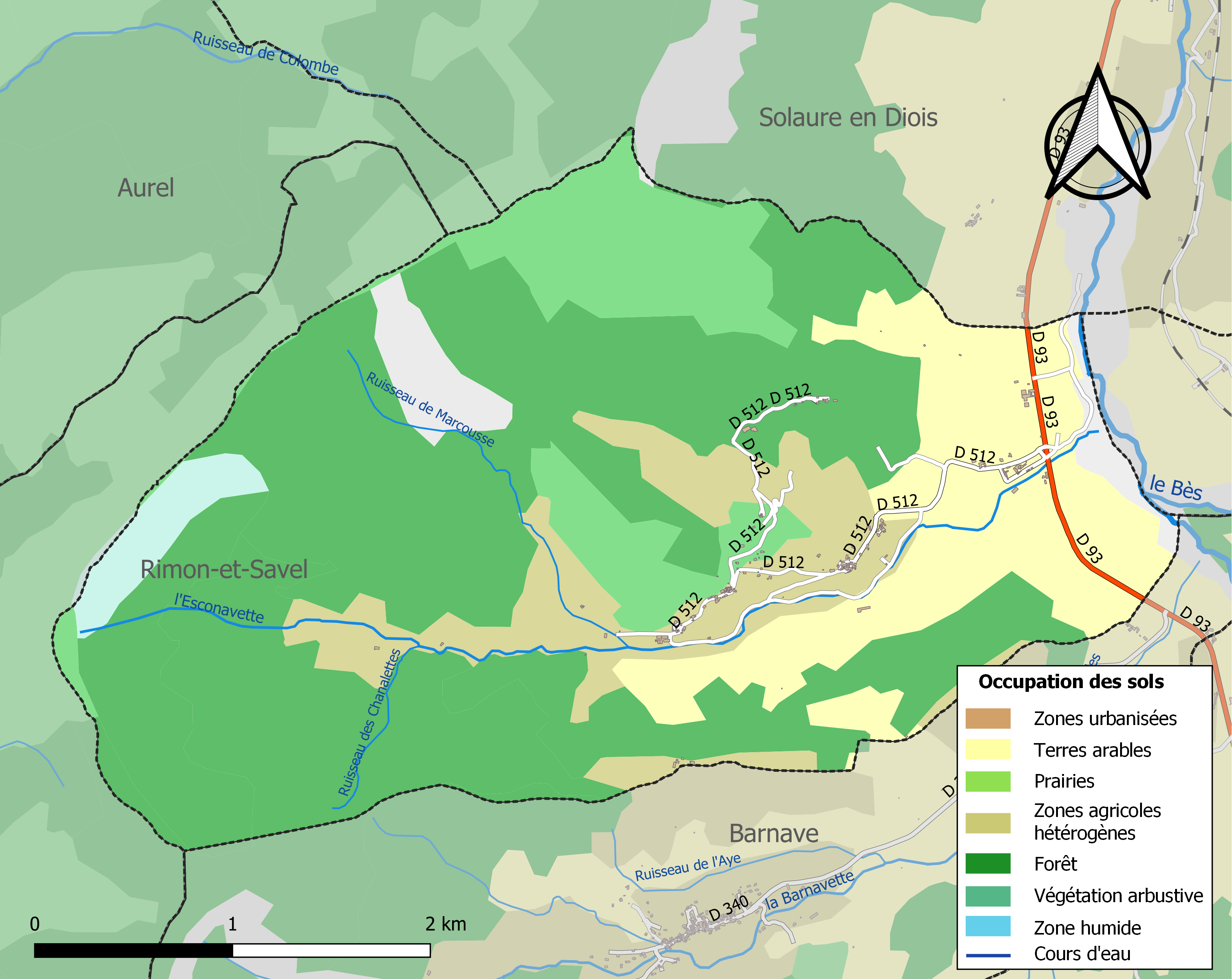
Kaart van de gemeente met belangrijkste infrastructuur, bodemgebruik en omliggende gemeenten

## Demografie
Onderstaande figuur toont het verloop van het inwonertal (bron: INSEE-tellingen).